# Persone di nome Joseph/Giocatori di football americano
| Questa pagina contiene informazioni ricavate automaticamente dalle voci biografiche con l'ausilio del template Bio e di un bot. L'aggiornamento è periodico e automatico e ricostruisce completamente la pagina. Se manca una persona in questa lista, sei pregato di non aggiungerla, ma accertati piuttosto che la sua voce biografica contenga il template Bio e che i dati anagrafici siano correttamente compilati. Se il template Bio manca, inseriscilo tu stesso o, in alternativa, metti l'avviso {{tmp\|Bio}} che ne segnala la mancanza. Se i dati riportati sono sbagliati, correggi direttamente la voce biografica; le modifiche saranno visibili in questa lista entro pochi giorni. Per chiarimenti vedi il progetto antroponimi. La lista contiene solo le 63 persone che sono citate nell'enciclopedia e per le quali è stato implementato correttamente il template Bio. Pagina aggiornata al 6 giu 2025. |

Questa è una lista di persone presenti nell'enciclopedia che hanno il nome Joseph e sono giocatori di football americano.

## A(1)
- Joseph Addai, ex giocatore di football americano statunitense (Houston, n. 1983)

## B(8)
- Joe Banyard, giocatore di football americano statunitense (Sweetwater, n. 1988)
- Joseph Barksdale, giocatore di football americano statunitense (Detroit, n. 1989)
- Joe Bellino, giocatore di football americano statunitense (Winchester, n. 1938 - † 2019)
- Joe Berger, giocatore di football americano statunitense (Fremont, n. 1982)
- Joey Blount, giocatore di football americano statunitense (Atlanta, n. 1998)
- Joseph Bradley, giocatore di football americano statunitense (Issaquah)
- Red Bryant, ex giocatore di football americano statunitense (Jasper, n. 1984)
- Joe Burrow, giocatore di football americano statunitense (Ames, n. 1996)

## C(2)
- Joe Campbell, giocatore di football americano statunitense (Wilmington, n. 1955 - Eustis, † 2023)
- Craig Colquitt, ex giocatore di football americano statunitense (Knoxville, n. 1954)

## D(2)
- Joe DeLamielleure, ex giocatore di football americano statunitense (Detroit, n. 1951)
- Red Dunn, giocatore di football americano statunitense (Milwaukee, n. 1901 - Milwaukee, † 1957)

## F(6)
- Joseph Fauria, ex giocatore di football americano statunitense (Northridge, n. 1990)
- Joe Ferguson, ex giocatore di football americano statunitense (Alvin, n. 1950)
- Paul Fitzgibbon, giocatore di football americano statunitense (Dakota del Sud, n. 1903 - Los Angeles, † 1975)
- Joe Flacco, giocatore di football americano statunitense (Audubon, n. 1985)
- Jody Fortson, giocatore di football americano statunitense (Buffalo, n. 1995)
- Joe Francis, giocatore di football americano statunitense (Honolulu, n. 1936 - Hawaii, † 2013)

## G(3)
- Joey Galloway, ex giocatore di football americano statunitense (Bellaire, n. 1971)
- Joe Gilliam, giocatore di football americano statunitense (Charleston, n. 1950 - Nashville, † 2000)
- Joe Guyon, giocatore di football americano statunitense (White Earth, n. 1892 - Louisville, † 1971)

## H(2)
- Joe Haden, ex giocatore di football americano statunitense (Fort Washington, n. 1989)
- Joe Horn, giocatore di football americano statunitense (New Haven, n. 1972)

## J(7)
- Joe Jacoby, ex giocatore di football americano statunitense (Louisville, n. 1959)
- Keyshawn Johnson, giocatore di football americano statunitense (Los Angeles, n. 1972)
- Joe Johnson, ex giocatore di football americano statunitense (Washington, n. 1962)
- Joe Johnson, ex giocatore di football americano statunitense (Cleveland, n. 1972)
- Joe Johnson, giocatore di football americano statunitense (New Haven, n. 1929 - Las Vegas, † 2003)
- Joseph Joyner, ex giocatore di football americano e allenatore di football americano statunitense
- Joe Jurevicius, ex giocatore di football americano e allenatore di football americano statunitense (Cleveland, n. 1974)

## K(5)
- Joe Kapp, giocatore di football americano statunitense (Santa Fe, n. 1938 - San Jose, † 2023)
- Joe Kelly, ex giocatore di football americano statunitense (Sun Valley, n. 1964)
- Joe Klecko, ex giocatore di football americano statunitense (Chester, n. 1953)
- Joe Kopcha, giocatore di football americano statunitense (Whiting, n. 1905 - Hobart, † 1986)
- Bernie Kosar, ex giocatore di football americano statunitense (Youngstown, n. 1963)

## M(4)
- Joe Mays, giocatore di football americano statunitense (Chicago, n. 1985)
- Don Meredith, giocatore di football americano statunitense (Mount Vernon, n. 1938 - Santa Fe, † 2010)
- Joe Milton, giocatore di football americano statunitense (Pahokee, n. 2000)
- Joe Montana, ex giocatore di football americano statunitense (New Eagle, n. 1956)

## N(3)
- Joe Nash, ex giocatore di football americano statunitense (Boston, n. 1960)
- Joe Norman, ex giocatore di football americano statunitense (Millersburg, n. 1956)
- Joe Noteboom, giocatore di football americano statunitense (Plano, n. 1995)

## O(1)
- Joseph Ossai, giocatore di football americano nigeriano (Lagos, n. 2000)

## P(5)
- Todd Peterson, ex giocatore di football americano statunitense (Washington, n. 1970)
- Joe Pisarcik, ex giocatore di football americano statunitense (Kingston, n. 1952)
- Joey Porter Jr., giocatore di football americano statunitense (Bakersfield, n. 2000)
- Joe Porter, giocatore di football americano statunitense (Summit, n. 1985)
- Joey Porter, ex giocatore di football americano statunitense (Kansas City, n. 1977)

## R(1)
- Joseph Randle, giocatore di football americano statunitense (Wichita, n. 1991)

## S(4)
- Joe Schmidt, giocatore di football americano e allenatore di football americano statunitense (Pittsburgh, n. 1932 - Allen Park, † 2024)
- Lee Smith, ex giocatore di football americano statunitense (Powell, n. 1987)
- Joey Sternaman, giocatore di football americano statunitense (Springfield, n. 1900 - Oak Park, † 1988)
- Joe Stydahar, giocatore di football americano e allenatore di football americano statunitense (Kailor, n. 1912 - Beckley, † 1977)

## T(7)
- Joe Tafoya, ex giocatore di football americano statunitense (Pittsburg, n. 1978)
- Joe Theismann, ex giocatore di football americano statunitense (New Brunswick, n. 1949)
- Joey Thomas, giocatore di football americano statunitense (Seattle, n. 1980)
- Joe Thomas, ex giocatore di football americano statunitense (Brookfield, n. 1984)
- Joe Thuney, giocatore di football americano statunitense (Centerville, n. 1992)
- Joe Tofflemire, giocatore di football americano statunitense (Los Angeles, n. 1965 - Coeur d'Alene, † 2011)
- J.C. Tretter, ex giocatore di football americano statunitense (n. 1991)

## W(2)
- Joe Webb, giocatore di football americano statunitense (Birmingham, n. 1986)
- Joe Wolf, ex giocatore di football americano statunitense (Allentown, n. 1966)